# Alicja Bachleda-Curuś
Alicja Bachleda-Curuś, zapis bez łącznika respektuje pisownię nazwisk z przydomkami góralskimi: Alicja Bachleda Curuś (ur. 12 maja 1983 w Tampico) – polska aktorka i piosenkarka.

## Młodość
Urodziła się 12 maja 1983 w Tampico jako córka Lidii i Tadeusza Bachledy-Curusiów. Przez kilka pierwszych miesięcy dzieciństwa wychowywała się w Meksyku, gdzie pracował jej ojciec, z zawodu geolog. Ma starszego brata, Tadeusza, który jest pilotem. Jej stryjem jest Adam Bachleda-Curuś, były burmistrz Zakopanego.
Uczęszczała do Szkoły Podstawowej im. Piotra Michałowskiego i ukończyła krakowskie V LO w klasie o profilu ogólnym z rozszerzoną nauką języka hiszpańskiego i angielskiego. Studiowała iberystykę i kulturoznawstwo na Uniwersytecie Jagiellońskim, ale zawiesiła studia z powodu zobowiązań zawodowych. Studiowała też psychologię na Uniwersytecie Kalifornijskim oraz ukończyła Lee Strasberg Theatre and Film Institute w Nowym Jorku. W 2021 ukończyła studia z historii sztuki na Uniwersytecie Kalifornijskim.

## Kariera muzyczna
Po raz pierwszy wystąpiła publicznie, mając sześć lat. Pierwsze kroki związane z karierą wokalno-aktorską stawiała w Studiu Teatru Muzyki i Tańca Elżbiety Armatys. Jest laureatką wielu polskich festiwali piosenki dziecięcej: I miejsce na festiwalu w Krakowie (1994), Grand Prix na festiwalach w Częstochowie (1994) i Tucholi (1996), Główna Nagroda na przeglądzie wojewódzkim Ogólnopolskiego Konkursu Recytatorskiego w kategorii poezji śpiewanej w Krakowie (1997), I Nagroda na Festiwalu Piosenki Angielskiej „Eurosong” w Krakowie (1997) oraz na Ogólnopolskim Festiwalu Kolęd i Pastorałek w Będzinie (1998).
Wielokrotnie reprezentowała Telewizję Polską na festiwalach zagranicznych: w Chorwacji (1995), Niemczech (1995), Bułgarii (1995), Włoszech (1996) i na Łotwie (1996). Występowała także na koncertach UNICEF-u w Sali Kongresowej w Warszawie. W 1995 została uznana za najbardziej uzdolnioną solistkę dziecięcą roku (Grand Prix TVP1 – Tęczowy Music Box).
Nagrała kilka teledysków oraz dwie kasety (Sympatyczne sny i Nie załamuj się / Minuta fantazji). 22 października 2001 wydała debiutancki album pt. Klimat, którego zapowiedzią był wydany w 1999 singiel „Marzyć chcę”. Album promowała również tytułowym singlem i piosenką „Nie pytaj, nie pytaj mnie”.
W 2008 w duecie ze swoim kuzynem Andrzejem nagrała piosenkę „It’s Gonna Be Fine” na jego płytę pt. Time Ruines. W 2011 gościnnie pojawiła się w pierwszej edycji programu X Factor w etapie „domy jurorów”, gdzie pomogła Kubie Wojewódzkiemu wybrać jego finałową trójkę.

## Kariera aktorska
Znana m.in. z roli Zosi w Panu Tadeuszu Andrzeja Wajdy. W Niemczech zagrała główne role w młodzieżowych filmach: Z miłością nie wygrasz, Letnia burza i Krew templariuszy, następnie wystąpiła w szwajcarskiej produkcji Na wschód. Zagrała też Veronicę, Polkę porwaną przez gang handlarzy ludźmi w amerykańskim filmie Handel. Kiedy roli we filmie nie podjęła Milla Jovovich, reżyser Marco Kreuzpaintner, który pracował wcześniej z Bachledą-Curuś przy filmie Letnia burza, powierzył jej tę rolę. Za kreacje aktorka w filmie Handel przyznano jej nagrody dla najlepszej aktorki pierwszoplanowej na festiwalach filmowych w Bostonie i Puerto Vallarta. Rola została doceniona przez Karen Durbin z „The New York Times”, piszącej o aktorce “jej siła jest objawieniem” (z tłum.: “her strength is a revelation”). Poza tym artykuły o aktorce zamieściły magazyny takie jak „People”, „Interwiew”, „GQ” czy „O, The Oprah Magazine”. Bachleda-Curuś została również przyjęta do Stowarzyszenia Aktorów Amerykańskich oraz stała się członkiem Europejskiej Akademii Filmowej. W 2009 u boku Colina Farrella zagrała główną rolę w Ondine Neila Jordana. Wystąpiła również jako Zoey w koprodukcji amerykańsko-niemieckiej Przyjaźń! w reżyserii Markusa Gollera.
W maju 2010 zasiadała w Jury Konkursu Głównego podczas 35. Festiwalu Polskich Filmów Fabularnych w Gdyni.
W 2011 zagrała w The Girl Is in Trouble. W 2013 zagrała Księżnę Lotaryńską w Bitwie pod Wiedniem, (film otrzymał nominację do Węży, polski odpowiednik Złotych Malin). W 2014 wcieliła się w postać Ani Oliwy w grze komputerowej Wolfenstein: The New Order, użyczając jej głosu i odgrywając ją podczas sesji performance capture. Zagrała także malarkę Artemisię von Rach, główną bohaterkę filmu w filmie Johna Jopsona The Absinthe Drinkers (2014).
W 2016 zagrała Basię w filmie 7 rzeczy, których nie wiecie o facetach oraz „Drabinę” w produkcji Pitbull. Niebezpieczne kobiety, trzeciej części Pitbulla. W 2018 otrzymała angaż do głównej roli w nowym serialu TVN Pod powierzchnią, jednak z powodów osobistych zrezygnowała z pracy przy produkcji. W 2022 zagrała rolę Basi w filmie 8 rzeczy, których nie wiecie o facetach, będącym kontynuacją filmu sprzed sześciu lat.

## Życie prywatne

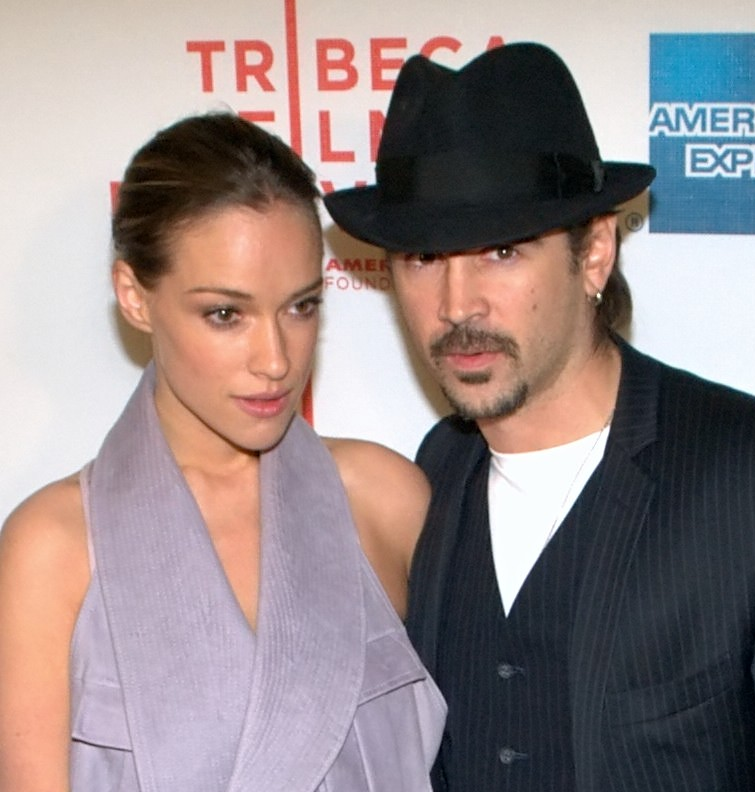
Bachleda-Curuś i Colin Farrell podczas premiery filmu Ondine na Tribeca Film Festival w Nowym Jorku (2010)

W latach 2003–2005 była w związku z Piotrem Woźniakiem-Starakiem. Rozstanie w 2005 roku miało związek z wyprowadzką Alicji Bachledy-Curuś do USA. W listopadzie 2008 związała się z aktorem Colinem Farrellem. 7 października 2009 urodził się ich syn Henry Tadeusz Farrell, który został ochrzczony 29 grudnia 2009 w karmelitańskim kościele pw. Nawiedzenia Najświętszej Maryi Panny w Krakowie. W styczniu 2011 Bachleda-Curuś oficjalnie potwierdziła swoje rozstanie z Farrellem.
12 maja 2008 została honorowym obywatelem miasta Tampico (Meksyk). 1 grudnia 2010 otrzymała pamiątkowy klucz do bram miasta Krakowa z rąk prezydenta Jacka Majchrowskiego.

## Dyskografia
Albumy studyjne
- 2001: Klimat[26]

Kasety magnetofonowe
- 1993: Sympatyczne sny[27]
- 1995: Nie załamuj się / Minuta fantazji[28]

Single
| Rok                            | Tytuł                           | Pozycja na liście | Album                          |
| Rok                            | Tytuł                           | WiR               | Album                          |
| ------------------------------ | ------------------------------- | ----------------- | ------------------------------ |
| 1999                           | „Marzyć chcę”                   | 2                 | Klimat                         |
| 2001                           | „Klimat”                        | –                 | Klimat                         |
| 2002                           | „Nie pytaj, nie pytaj mnie”     | –                 | Klimat                         |
| 2002                           | „Ich verlier’ mich gern in dir” | –                 | z filmu Z miłością nie wygrasz |
| „–” pozycja nie była notowana. |                                 |                   |                                |

Z gościnnym udziałem
| Rok                            | Tytuł                                                                           | Pozycja na liście | Album       |
| Rok                            | Tytuł                                                                           | WiR               | Album       |
| ------------------------------ | ------------------------------------------------------------------------------- | ----------------- | ----------- |
| 2001                           | Piotr Cugowski – „Dotknąć nieba” (feat. Alicja Bachleda-Curuś)                  | 11                | –           |
| 2008                           | Andrzej Bachleda-Curuś III – „It’s Gonna Be Fine” (feat. Alicja Bachleda-Curuś) | –                 | Time Ruines |
| „–” pozycja nie była notowana. |                                                                                 |                   |             |

Pozostałe utwory
- 2011: „Do You Believe?” z albumu Poland... Why Not (Red Edition)[34]
- 2011: „Gaj” z albumu Osiecka, itp., itd...[35]

Teledyski
- 1995: „Minuta fantazji”
- 1996: „Nie załamuj się”
- 1996: „Wszystkie baśnie świata”
- 1998: „It’s You”
- 1999: „Pielgrzym z gór”
- 1999: „Marzyć chcę”
- 2001: „Klimat”
- 2001: „Dotknąć nieba”
- 2001: „Klimat”
- 2002: „Ich verlier mich gern in dir” z filmu Z miłością nie wygrasz
- 2002: Łzy – „Anastazja, jestem”

## Filmografia
Filmy fabularne
- 1996: Vis a vis (etiuda)
- 1999: Pan Tadeusz jako Zosia
- 1999: Wrota Europy jako Zosia
- 2000: Syzyfowe prace jako Anna „Biruta” Stogowska
- 2001: Z miłością nie wygrasz (tyt. oryg. Herz im Kopf) jako Wanda
- 2004: Letnia burza (tyt. oryg. Sommersturm) jako Anke
- 2004: Krew templariuszy (tyt. oryg. Das Blut der Templer) (film tv) jako Stella
- 2006: Na wschód (tyt. oryg. Comme des voleurs (à l’est)) jako Ewa
- 2007: Handel (tyt. oryg. Trade) jako Veronica
- 2007: Kogut bez głowy (tyt. oryg. Der geköpfte Hahn) jako Gisela Glückselig
- 2009: Ondine jako Ondine
- 2010: Przyjaźń! (tyt. oryg. Friendship!) jako Zoey
- 2012: Bitwa pod Wiedniem (tyt. oryg. 11 settembre 1683) jako księżna Eleonora Lotaryńska
- 2014: The Absinthe Drinkers jako Artemisia Von Rach
- 2014: The American Side jako Nikki Meeker
- 2015: The Girl Is in Trouble jako Signa
- 2015: Edge (film tv) jako Pilar
- 2015: Breathe (film krótkometrażowy) jako Ania Kardel
- 2015: Polaris jako Baran
- 2016: 7 rzeczy, których nie wiecie o facetach jako Basia
- 2016: Pitbull. Niebezpieczne kobiety jako „Drabina”
- 2022: 8 rzeczy, których nie wiecie o facetach jako Basia

Seriale telewizyjne
- 2000: Syzyfowe prace jako Anna „Biruta” Stogowska (odc. 3–6)
- 2002: Lokatorzy jako Gabrysia (odc. 123 pt. Chłopiec z marzeń)
- 2002–2004: Na dobre i na złe jako Ania Bochenek, dziewczyna Tomka (39 odcinków)
- 2005: Sperling jako Alina Serkovic (odc. 16 pt. Sperling und der Fall Wachutka)

Spektakle Teatru Telewizji
- 1993: Tajemnica szkolnego dzwonka jako Basia
- 1995: Zwierzoczłekoupiór jako Ewa

Gry komputerowe
- 2014: Wolfenstein: The New Order jako Ania Oliwa
- 2017: Wolfenstein II: The New Colossus jako Ania Oliwa

## Nagrody i wyróżnienia

### Filmowe
- 2007: Vallarta Film Festival w Meksyku – najlepsza rola kobieca, film Handel (Trade)
- 2007: 23. Festiwal Filmowy w Bostonie – najlepsza rola kobieca, film Handel (Trade)
- 2013: Nagrody Węże 2013 – nominacja w kategorii aktorka, film Bitwa pod Wiedniem[14]
- 2013: Nagrody Węże 2013 – nominacja w kategorii żenująca scena za scenę w której Bachleda-Curuś obnaża pierś do leczenia, Bitwa pod Wiedniem[14]
- 2016: „Diamentowy Klaps Filmowy” na 9. gali festiwalu Orange Kino Letnie Sopot-Zakopane[36]

### Pozostałe
- 2003: Tygrys TV – najpopularniejsza gwiazda telewizyjna młodego pokolenia w plebiscycie czytelników „Tele Tygodnia”[37]
- 2005: 3. edycja Belvedere International Achievement Awards – nagroda za promowanie Polski w świecie[38]
- 2007: Róża Gali – najlepszy debiut[39]
- 2008: znalazła się wśród „Ludzi Roku 2008” według tygodnika „Polityka”[24]
- 2010: Viva! Najpiękniejsi – nominacja w kategorii Najpiękniejsza Polka[40]
- 2010: Kobieta Roku Glamour – nominacja do nagrody głównej[41]

## Reklamy
- 2008: kosmetyki marki Lirene[42]
- 2010: szampon do włosów „Pantene Pro-V” marki Procter & Gamble[43]
- 2012: kampania społeczna Fundacji DKMS Polska „I Ty możesz uratować komuś życie. Przekaż swój 1%”[44]
- 2013: piwo marki Heineken[45]
- 2014: spot promujący miasto Kraków[46]

### Wartość reklamowa wgForbes
- 2009: 59. miejsce[47]
- 2010: 6. miejsce (637 500 zł. z reklam)[47]
- 2011: 49. miejsce (325 000 zł. z reklam)[48]
- 2012: 13. miejsce (555 500 zł. z reklam)[49]
- 2013: 33. miejsce (436 000 zł. z reklam)[50]
- 2014: 35. miejsce (323 810 zł. z reklam)[51]